# 吹石徳一
吹石 徳一（ふきいし とくいち、1953年4月2日 - ）は、和歌山県日高郡南部川村（現・みなべ町）出身の元プロ野球選手（内野手）・コーチ。
長女は女優の吹石一恵、娘婿（一恵の夫）はシンガーソングライターで俳優の福山雅治。

## 来歴

### プロ入り前
実家は農家で、南部高校では2年次の1970年に、秋季近畿大会和歌山県予選決勝で市和歌山商業に敗れた。3年次の1971年には夏の甲子園和歌山大会でも準々決勝に進出するが、新宮高に敗退し、春夏とも甲子園出場は出来なかった。
卒業後は1972年に日本新薬へ入社し、西垣一監督の指導を受け、1974年には都市対抗に出場した。同年のドラフト4位で近鉄バファローズに入団し、背番号は25で、現役を引退するまで一貫して着用していた。近鉄への入団に際しては、「3年経っても一軍に昇格できなければ、実家から分家して農業に携わる」という約束を家族と交わしていたという。

### プロ入り後
1976年に一軍に初昇格した。
1977年までは一軍と二軍を往復した。内野手として登録されながら、チーム事情で外野を守ることもあった。
1978年からは当時の正遊撃手・石渡茂のバックアップ要員として一軍に定着。
1979年の広島との日本シリーズでは、11月4日の第7戦（大阪）で9回裏にクリス・アーノルドの代走で起用されて二塁への盗塁に成功し、いわゆる「江夏の21球」として語り継がれるシーンで江夏を揺さぶった。
1980年には、三塁手や遊撃手として77試合にスタメンへ起用され、12本塁打を放った。広島と再び対戦した日本シリーズでは、内野手として6試合にスタメン出場し、第1戦で江夏から同点につながる犠飛、第2戦で逆転の3点本塁打を放つなど、好成績を残した。
1981年には、不振の石渡に代わって正遊撃手の座を確保し、初の規定打席到達、打率.245（リーグ34位）、10本塁打、48打点、13盗塁を記録した。
1982年以降は石渡、森脇浩司らとの併用となったが、内野のユーティリティプレイヤーとして存在感を示した。
1988年にはリーグ優勝がかかった10月18日・19日のロッテ戦（川崎）では、故障で戦線を離脱していた金村義明に代わる三塁手としてスタメンに起用された。18日の試合でシーズン1号本塁打を含む3安打を記録すると、いわゆる「10.19」として知られる19日のダブルヘッダーでも、第2試合の7回表に2号本塁打を放ってチームを一時勝ち越しに導いた。
1989年も現役を続けるつもりであったが、シーズン終了後、前田泰男球団代表から二軍守備コーチへの就任要請を受けた。入団当時の監督であった西本幸雄に相談したところ、「そういうチャンス（コーチへの就任要請）はなぁ、1年現役をやっても次、あるかないかわからんぞ。会社（球団）がそう言うてくれるんやったら、コーチをやれ」と勧められたため、この年限りで現役を引退した。

### 現役引退後
引退後も近鉄一筋で、二軍守備コーチ（1989年 - 1990年）、一軍守備・走塁コーチ（1991年 - 1992年）、一軍内野守備コーチ（1993年 - 1995年）、二軍内野守備コーチ（1996年）、二軍守備・走塁コーチ（1997年 - 1999年）を歴任。
2001年からは近畿地方担当スカウトへ異動し、近鉄球団がオリックス・ブルーウェーブへの吸収合併によって2004年限りで消滅した2005年からは、東北楽天ゴールデンイーグルス近畿地方担当スカウトとして活動。2007年3月27日にはチーフスカウトに昇格。
2012年11月30日付で楽天を退団した。
2013年からは古巣・日本新薬にアドバイザーとして復帰。2014年から2016年までヘッドコーチ、2017年から2019年まで監督を務めた。チームは、監督1年目の2017年に都市対抗へ出場。2019年12月31日付で監督退任してからは、アドバイザーとしてスカウティング活動にも携わっている。

## 選手としての特徴・人物
- 近鉄時代のチームメイトであった羽田耕一、藤瀬史朗、梨田昌孝などと共に、1953年度生まれの選手で構成された親睦会「プロ野球28会」のメンバーでもある。
- 1980年に日本シリーズへ出場して以降、「自身の立場が変わった年に一軍がパ・リーグで優勝する」という巡り合わせが続いた。現役を引退した翌1989年には、二軍でコーチとして守備・走塁面を指導していたが、一軍は9年振りのリーグ制覇を達成。コーチからスカウトへ転身した2001年には、球団史上最後の優勝を果たしている。現場に携わっていなかった楽天も、退団の翌2013年に球団史上初のリーグ優勝と日本シリーズ制覇へ至った。このため、日本新薬の監督からチームアドバイザーへ戻った2020年には、「俺が監督を辞めたから、今年（2020年）は優勝するぞ」という言葉でナインを激励している[3]。
- 1999年11月21日に大阪ドームで催された近鉄対巨人のOB戦では、始球式に娘の一恵が背番号25のユニフォーム姿で登場したことから、ナインの計らいで捕手を務めた。

## 家族
- 妻との間に2男1女がいる。長男・次男とも元野球選手で、長男は捕手、次男は投手であった。
  - 長男は、智辯学園高校から立命館大学へ進学。智辯学園高校時代には、2年時の2001年に第73回選抜高等学校野球大会・第83回全国高等学校野球選手権大会、3年時の2002年に第84回全国高等学校野球選手権大会へ出場した。
  - 次男は、社会人野球のOBC高島でエースを務めた後に、硬式野球部のある航空自衛隊千歳（千歳基地）へ移籍した。
  - 長女は女優の吹石一恵。一恵が歌手の福山雅治と2015年に結婚したことで、福山の義父にもなった。

## 詳細情報

### 年度別打撃成績
| 年 度     | 球 団     | 試 合 | 打 席 | 打 数 | 得 点 | 安 打 | 二 塁 打 | 三 塁 打 | 本 塁 打 | 塁 打 | 打 点 | 盗 塁 | 盗 塁 死 | 犠 打 | 犠 飛 | 四 球 | 敬 遠 | 死 球 | 三 振 | 併 殺 打 | 打 率 | 出 塁 率 | 長 打 率 | O P S |
| --------- | --------- | ----- | ----- | ----- | ----- | ----- | -------- | -------- | -------- | ----- | ----- | ----- | -------- | ----- | ----- | ----- | ----- | ----- | ----- | -------- | ----- | -------- | -------- | ----- |
| 1976      | 近鉄      | 48    | 30    | 28    | 8     | 4     | 0        | 0        | 0        | 4     | 0     | 4     | 3        | 0     | 0     | 1     | 0     | 1     | 4     | 0        | .143  | .200     | .143     | .343  |
| 1977      | 近鉄      | 28    | 15    | 12    | 2     | 2     | 0        | 0        | 0        | 2     | 2     | 1     | 2        | 0     | 2     | 1     | 0     | 0     | 2     | 0        | .167  | .200     | .167     | .367  |
| 1978      | 近鉄      | 74    | 63    | 59    | 3     | 7     | 0        | 0        | 1        | 10    | 1     | 6     | 2        | 1     | 0     | 2     | 0     | 1     | 9     | 0        | .119  | .161     | .169     | .331  |
| 1979      | 近鉄      | 95    | 109   | 99    | 14    | 19    | 3        | 0        | 3        | 31    | 10    | 4     | 2        | 4     | 0     | 6     | 0     | 0     | 20    | 0        | .192  | .238     | .313     | .551  |
| 1980      | 近鉄      | 109   | 281   | 249   | 35    | 62    | 8        | 2        | 12       | 110   | 36    | 6     | 2        | 14    | 4     | 9     | 0     | 5     | 31    | 7        | .249  | .285     | .442     | .726  |
| 1981      | 近鉄      | 126   | 454   | 412   | 47    | 101   | 13       | 1        | 10       | 146   | 48    | 13    | 8        | 13    | 4     | 23    | 0     | 2     | 25    | 7        | .245  | .286     | .354     | .640  |
| 1982      | 近鉄      | 82    | 150   | 139   | 17    | 26    | 3        | 0        | 3        | 38    | 13    | 3     | 2        | 2     | 2     | 7     | 0     | 0     | 13    | 4        | .187  | .223     | .273     | .496  |
| 1983      | 近鉄      | 67    | 147   | 132   | 18    | 28    | 6        | 0        | 2        | 40    | 20    | 4     | 1        | 5     | 2     | 8     | 0     | 0     | 13    | 1        | .212  | .254     | .303     | .557  |
| 1984      | 近鉄      | 86    | 207   | 189   | 25    | 47    | 7        | 0        | 5        | 69    | 20    | 5     | 0        | 9     | 0     | 7     | 0     | 2     | 19    | 3        | .249  | .283     | .365     | .648  |
| 1985      | 近鉄      | 103   | 299   | 263   | 33    | 64    | 9        | 0        | 12       | 109   | 29    | 8     | 4        | 17    | 2     | 12    | 0     | 5     | 30    | 3        | .243  | .287     | .414     | .702  |
| 1986      | 近鉄      | 86    | 91    | 82    | 12    | 19    | 4        | 0        | 2        | 29    | 7     | 1     | 2        | 5     | 0     | 3     | 0     | 1     | 15    | 1        | .232  | .267     | .354     | .621  |
| 1987      | 近鉄      | 60    | 84    | 76    | 5     | 15    | 0        | 0        | 0        | 15    | 4     | 1     | 1        | 5     | 1     | 2     | 0     | 0     | 13    | 0        | .197  | .215     | .197     | .413  |
| 1988      | 近鉄      | 56    | 123   | 114   | 10    | 30    | 5        | 0        | 2        | 41    | 10    | 1     | 0        | 5     | 0     | 3     | 0     | 1     | 9     | 4        | .263  | .288     | .360     | .648  |
| 通算:13年 | 通算:13年 | 1020  | 2053  | 1854  | 229   | 424   | 58       | 3        | 52       | 644   | 200   | 57    | 29       | 80    | 17    | 84    | 0     | 18    | 203   | 30       | .229  | .267     | .347     | .614  |

### 記録
- 1000試合出場：1988年9月18日 ※史上278人目

### 背番号
- 25 （1975年 - 1988年）
- 81 （1989年 - 1999年）